# スタイリングライフグループ
スタイリングライフグループ（英: StylingLife GROUP）は、統括持株会社である株式会社スタイリングライフ・ホールディングス（英: StylingLife Holdings Inc.）と、その傘下企業である下記のリテール事業（小売事業）2社と3社内カンパニーにより構成される企業グループ。

## 概要
ソニーグループにおいて、1966年から1979年に創業者の盛田昭夫のもとで事業多角化の一環で立ち上げたリテール事業5社（後の会社分割により6社）を前身とし、2006年にMEBOによりソニーグループから独立する形で、現在のグループになった（2008年7月時点のソニーの持分比率は23%）。
これら6社の事業については、ソニーの中核事業とは直接関係がなく、1980年代には盛田会長自身が見直しを指示していた。しかし、盛田会長の立ち上げた事業ということで、長年見直しは行われないでいた。2005年のソニーショックと呼ばれる経営不振に伴い、経営トップがハワード・ストリンガー会長兼CEOに交代したことから、経営資源を不振のエレクトロニクス事業を中心とする中核事業に集中させるために、ソニーグループから独立させることとなった。
独立の方法は、日興コーディアルグループの日興プリンシパル・インベストメンツ株式会社主導で、リテール事業会社の経営者と従業員による買収（MEBO、management employee buy-out）という形で行われる。具体的には、リテール事業を統括する持株会社を設立し、その株式の51%を日興プリンシパル・インベストメンツに売却。売却額は約550億円になる見込み。ソニーは、当初は49%の株式を保有するものの、順次出資比率を下げる。日興プリンシパル・インベストメンツは、取得した株式の一部をリテール事業群の経営陣、従業員及び従業員持株会に譲渡するとともに、株式上場後に残りの株式を売却することで利益を得る。
2006年2月27日に、ソニーと日興プリンシパル・インベストメンツの間で基本合意。日興プリンシパル・インベストメンツが設立した子会社（アジアリテール ホールディングス有限会社）が、2006年6月1日に持株会社の株式を取得して、事実上ソニーグループから独立した。
ソニー・ファミリークラブ、B&Cラボラトリーズ、CPコスメティクス、ライフネオの4社は、非音楽系事業の統括会社である株式会社ソニー・カルチャーエンタテインメントの傘下企業であった。そこで2006年5月17日に事業独立の前提として、ソニー・カルチャーエンタテインメントをリテール事業群統括の会社（スタイリングライフ・ホールディングス）とその他の事業統括の会社（新ソニー・カルチャーエンタテインメント）に分割している。このリテール事業統括会社が、買収対象の持株会社になった。

## スタイリングライフ・ホールディングス
株式会社スタイリングライフ・ホールディングス（英: StylingLife Holdings Inc.
、略称：SLH）は、スタイリングライフグループにおけるリテール事業の統括持株会社。ソニー・カルチャーエンタテインメント（SCE）から分割してできた会社であり、下記の事業会社2社と2社内カンパニーを傘下にもつ。
MEBOを実施する目的で、2006年6月1日、日興プリンシパル・インベストメンツ株式会社（NPI）の完全子会社であるアジアリテール・ホールディングス有限会社（ARH）がソニーより株式の51%を取得して子会社化する形で、ソニーグループから独立した。当初は、ソニーは49%の株式は保有していたが、2006年12月5日に、三井物産に15%、東急電鉄に8%、千趣会に3%を売却し、ソニーの持分比率は23%となっている。三井物産と小売・サービス事業で包括提携している。
2008年7月29日に、株式会社東京放送（現：TBSホールディングス）、NPI、ARHの3社で、ARHが保有するSLHの株式すべて（51%）をTBSが取得することで合意。7月31日に株式が譲渡され、同社の連結子会社となった。
2011年2月25日と3月28日にJ.フロントリテイリング株式会社が株式の取得を発表、3月30日付でソニー、三井物産、東急電鉄、千趣会から合計48.5%の株式を取得し持分法適用会社とした。
2023年9月27日、J.フロントリテイリングは「（自社グループの）百貨店などとの相乗効果が乏しかった」として、同日付で全ての株をSLH（自社株買い）並びに投資ファンドであるSLHパートナーズ投資事業有限責任組合に売却したと発表した。

## グループを構成する社内カンパニー・事業会社

### プラザスタイル カンパニー（旧ソニープラザ）
1966年に日本で初めての輸入雑貨専門店「ソニープラザ」を銀座ソニービル地下にオープン。「ソニープラザ」「ミニプラ」などの事業を行う。ソニーグループより独立することになり、社名を従来の株式会社ソニープラザからプラザスタイル株式会社に変更。店舗名のソニープラザも2007年3月15日に「プラザ」に変更になった。
2010年5月1日にスタイリングライフ・ホールディングスへ吸収合併され、同社の社内カンパニー「プラザスタイル カンパニー」となった。これに伴いスタイリングライフ・ホールディングスは純粋持株会社から事業持株会社へ移行した。

### BCL カンパニー
BCL カンパニー（英: BCL COMPANY）は、化粧品事業を行っている社内カンパニー。1979年にソニー・クリエイティブプロダクツの一事業部として事業を開始し、1996年2月に株式会社ソニーシーピーラボラトリーズとして分社独立。ソニーからの独立が決定したことから、2006年1月1日にソニーシーピーラボラトリーズから株式会社B&Cラボラトリーズに商号変更。
2011年1月1日にスタイリングライフ・ホールディングスへ吸収合併され、同社の社内カンパニー「BCL カンパニー」となった。

### CPコスメティクス
株式会社CPコスメティクス（英: CP Cosmetics Inc.）は、化粧品、医薬部外品の開発・製造・販売などを主な事業とする日本の企業。2006年1月4日にB&Cラボラトリーズからサロン事業が新設分割により独立。1220店舗。

### その他の社内カンパニー・事業会社
- 株式会社スタイリングライフ・ホールディングス CK事業部 - 英国ライフスタイルブランド輸入販売事業
- 株式会社KNT365 - バッグの製造販売事業

## かつてグループを構成していた社内カンパニー・事業会社

### マキシム・ド・パリ
パリ8区ロワイヤル通りの「マキシム」よりレストランのライセンスを取得して、「マキシム・ド・パリ」 のブランドで、銀座のソニービルなどでフランス料理店やケーキ店を展開。日本初の本格的フランス料理店。
2015年6月30日をもって閉店。2015年11月10日付で清算結了。

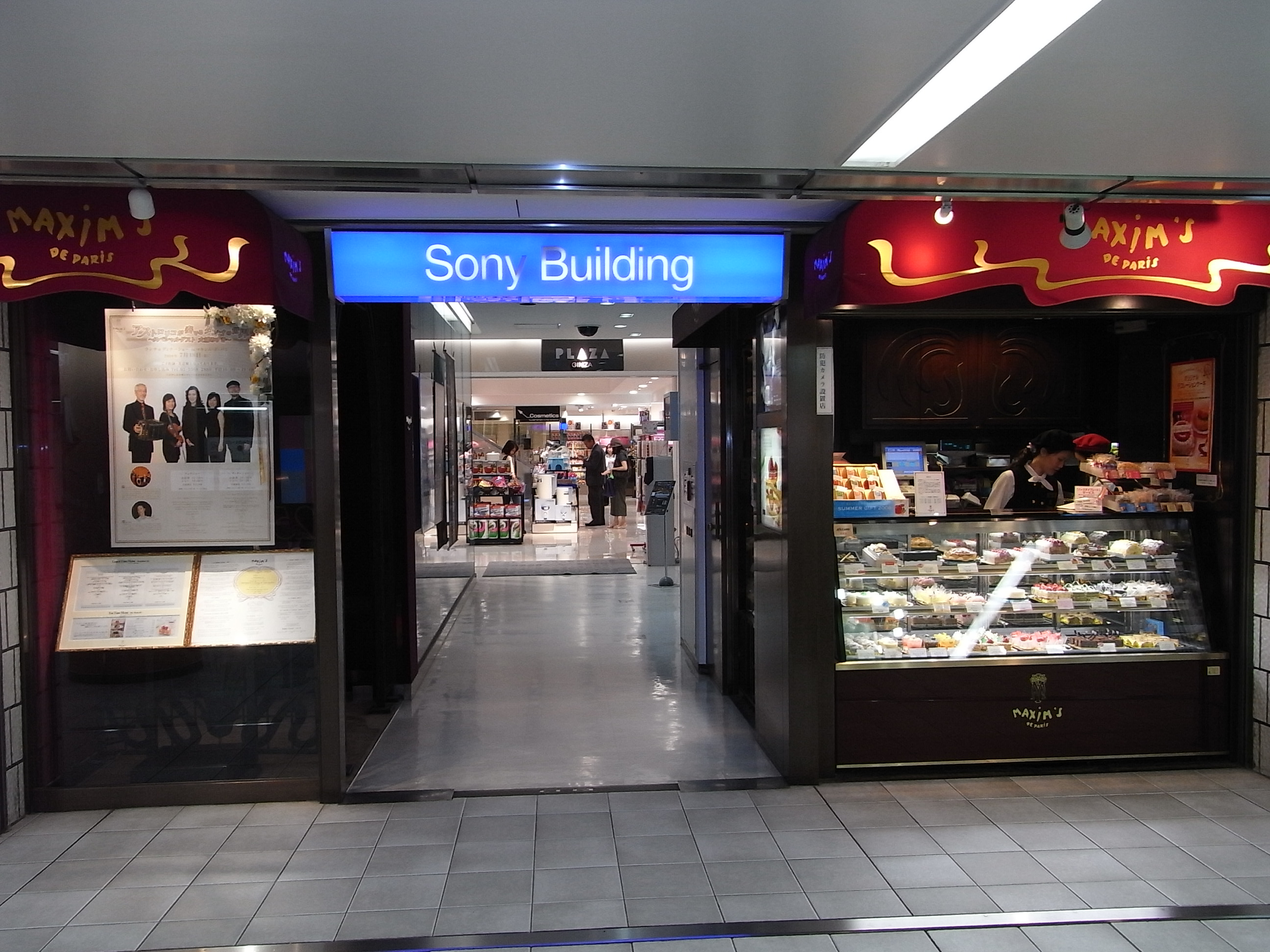
銀座 マキシム・ド・パリ（2008年6月27日撮影）
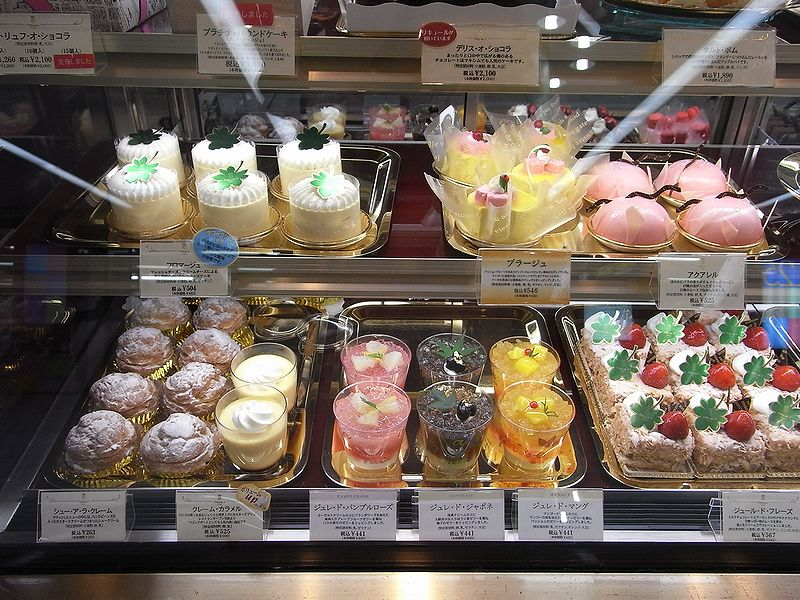
銀座 マキシム・ド・パリ（2008年6月27日撮影）

### ライフネオ
美容健康サービス・商品の企画・運営・販売を行っていたが、2008年5月30日付で株式の60%を株式会社不二ビューティに譲渡した。

### ライトアップショッピングクラブ（旧ソニー・ファミリークラブ）
「Light Up」「Zekoo」などのカタログでの通信販売等を行う。1971年にCBSソニーレコード株式会社（現：株式会社ソニー・ミュージックエンタテインメント）の完全子会社・株式会社CBS・ソニーファミリークラブとして設立。1994年に株式会社ソニー・ファミリークラブに商号変更。1996年、それまでの主力事業だった音楽ソフト開発事業を、ソニー・ミュージックダイレクトとして分割。
独立が決定したことから、2006年5月1日にソニー・ファミリークラブから株式会社ライトアップショッピングクラブに商号変更。
2024年5月20日にスタイリングライフ･ホールディングスが保有している全ての株式を朝日新聞社に売却し、スタイリングライフグループから離脱。